# Kotiluodot (ö i Norra Savolax)
Kotiluodot är en ö i Finland. Den ligger i sjön Kallavesi (norra delen) och i kommunen Siilinjärvi i den ekonomiska regionen  Kuopio ekonomiska region  och landskapet Norra Savolax, i den centrala delen av landet, 300 km norr om huvudstaden Helsingfors. Öns största längd är 20 meter i öst-västlig riktning. Notera att namnet antyder att det är fråga om flera öar.